# Donvidas
Donvidas település Spanyolországban, Ávila tartományban.  Lakosainak száma 36 fő (2024).

## Népesség
A település népessége az utóbbi években az alábbiak szerint változott:
| Lakosok száma | 68   | 70   | 62   | 46   | 45   | 41   | 36   | 34   | 30   | 36   |
|               | 2001 | 2004 | 2006 | 2009 | 2011 | 2014 | 2016 | 2019 | 2021 | 2024 |